# David Veesler
 (juin 2020).
David Veesler est un biochimiste français et professeur adjoint au département de biochimie de l'université de Washington, où son groupe se concentre sur l'étude de la biologie structurale des maladies infectieuses. Son équipe a récemment aidé à déterminer la structure de la glycoprotéine de pointe du SARS-CoV-2 utilisant des techniques de cryo-EM, et tente actuellement d'identifier par cristallographie aux rayons X des anticorps neutralisants pour le SRAS-CoV-2 qui pourraient être utilisés comme traitement préventif contre le Covid-19 ou en thérapie post-exposition. 

## Biographie
David Veesler a obtenu son doctorat de l'université d'Aix-Marseille en 2010, durant lequel il était chercheur invité à l'université de Zurich. Il rejoint ensuite l'Institut de recherche Scripps à La Jolla, en Californie en tant que chercheur postdoctoral de 2011 à 2014, avant de rejoindre l'université de Washington. 

## Récompenses et honneurs
- 2013 : Bourse présidentielle de la Microscopy Society of America
- 2012 : Prix du Symposium de recherche d'automne du Scripps Research Institute
- 2011 : Bourse postdoctorale sortante internationale Marie-Curie
- 2011 : Prix du doctorat  de l'Association française de cristallographie
- 2009 : Prix Wyatt de Technologie
- Bourses doctorales 2006 Ministère de l'Enseignement supérieur et de la Recherche